# Бежонов, Андрей Николаевич
Андрей Николаевич Бежонов (6 апреля 1993) — российский футболист, полузащитник.

## Биография
Воспитанник московской ДЮСШ-76 «Тимирязевец» (2004—2010) и нижегородской академии футбола (2011—2012), играл за вторую и третью команды ФК «Нижний Новгород». В сезонах 2011/12 и 2012/13 году играл за «Химик» Коряжма в первенстве ЛФЛ. В 2013 году провёл 17 игр в чемпионате Латвии в составе ДЮСШ «Илуксте». В 2014 году перешёл в белорусский «Шахтёр» Солигорск, но выступал только за дублирующий состав. Полтора года не играл на профессиональном уровне. Сезон 2016/17 провёл в клубе первенства ПФЛ «Динамо» Брянск. Перед сезоном 2017/18 перешёл в «Анжи-Юниор» Зеленодольск.